# Out of Sight (romance)
Out of Sight é um romance de Elmore Leonard publicado em 1996. A obra segue Jack Foley, um ladrão de banco, que organiza uma ruptura de uma prisão da Flórida, mas o plano é interrompido pela policial Karen Sisco. A adaptação cinematográfica do livro de Leonard se consolidou no filme homônimo dirigido por Steven Soderbergh.